# 台灣中油煉製研究所
台灣中油股份有限公司煉製研究所（英語：Refining & Manufacturing Research Institute，RMRI），簡稱煉研所，是台灣中油股份有限公司所屬的煉油、石化、天然氣、潤滑油、溶劑化學品研究機構，屬於公司一級直線單位，設所長一名、副所長兩名。

## 歷史沿革
煉研所是中油公司歷史最悠久的研究單位，與探採研究所和綠能科技研究所並稱「三研究所」。煉研所位於嘉義市西區民生南路，廠區內另有中油溶劑化學品事業部、潤滑油事業部、人力資源處訓練所等單位。該廠區前身為日治時期台灣拓殖株式會社嘉義化學工廠，於1938年設立。戰後歷經嘉義丁醇廠、嘉義溶劑廠、研究及訓練中心、煉製研究中心，終於1989年改稱「煉製研究所」。

## 組織架構
- 所長室
- 企劃組
- 行政組
- 會計組
- 技術服務組
- 製程研究組
- 石化產品研究組
- 燃料及潤滑劑組
- 環境資源組
- 生物科技事業中心
- 工程組
- 工安環保組